# El camino rojo a Sabaiba
El camino rojo a Sabaiba es un drama de Óscar Liera, del cual su primer acto fue publicado en 1988, y un año después obtuvo el premio Juan Ruiz de Alarcón a la mejor obra de estreno nacional.
La fábula del drama se centra en la llegada de un hombre a un pueblo, donde los habitantes lo asesinan por miedo de que éste cumpla la venganza que se les había augurado. Sin embargo, el uso del tiempo permite al espectador conocer el origen de la supuesta venganza, con lo que la historia es: Una mujer que no puede tener hijos, a pesar de probar varios remedios, manda crear un camino desde su palacio hasta al pueblo, con lo que obtiene las ganancias para costearse un viaje a África, donde comprará una esclava que verá como hija; durante el viaje, su marido tiene relaciones con una mujer que queda embarazada (mujer que también es casada), y tras ver que no siente algo ella por él, ella decide volver a su pueblo, donde es tratada como puta, a lo que ella responde que su hijo se vengará de todos.
La historia es clara al espectador sin la necesidad de que éste presencie todos los espacios diegéticos en el escenario, ya que los personajes narran los acontecimientos pasados, función común en el personaje de Gladys.
El espacio escénico queda constantemente dividido para una representación simultánea de lo ocurrido.
Las didascalias explícitas se particularizan por ser demasiado poéticas y hacer menciones innecesarias para la representación, como en el caso de los nombres o las referencias a los personajes, pues sólo tienen sentido al ser leídas. Estas mismas chocan con las definiciones clásicas de didascalias, y demuestran la imposibilidad de que lector y espectador puedan conocer lo mismo en momento alguno. Otro asunto notable es la presencia de diálogos en las didascalias explícitas, como si se buscara darle más importancia a la lectura para su puesta en escena. También se alude en éstas a soluciones del montaje, por la posible irrepresentabilidad de algunas situaciones, como los circenses, que se sugiere que se haga con disfraces.